# 1937 w nauce

## Zmarli
- 26 lutego – Władysław Natanson, polski fizyk

## Nauki przyrodnicze i ścisłe

### Chemia
- odkrycie technetu przez Emilia Segrè i Carla Perriera

### Matematyka
- opublikowanie twierdzenia Craméra-Wolda

## Nagrody Nobla
- Fizyka – Clinton Joseph Davisson, George Paget Thomson
- Chemia – Walter Norman Haworth, Paul Karrer
- Medycyna – Albert von Szent-Györgyi Nagyrapolt